# Anquisaure
L'anquisaure (Anchisaurus, "rèptil proper") és un gènere de dinosaure prosauròpode que visqué a principis del període Juràssic. L'anquisaure fou un dels primers dinosaures nord-americans però no fou correctament identificat durant uns 80 anys.
En el moment del seu descobriment es pensava que els ossos podrien ser els d'un humà, però la presència de vèrtebres de la cua va falsejar aquesta idea. Ara es reconeixen com els d'un sauropodomorf indeterminat, possiblement més estretament relacionat amb els prosauròpodes plateosàurids.